# ویکری‌ویروک
ویکری‌ویروک (انگلیسی: Vicriviroc) یک مهارکننده ورود CCR5 پیریمیدین HIV-1 با اثرات ضدویروس است.